# Gare de Rouen-Rive-Droite
Gare de Rouen-Rive-Droite vasútállomás Franciaországban, Rouen településen.

## Vasútvonalak
Az állomást az alábbi vasútvonalak érintik:
- Párizs–Le Havre-vasútvonal

## Kapcsolódó állomások
A vasútállomáshoz az alábbi állomások vannak a legközelebb:
- Gare de Montérolier - Buchy
- Gare de Maromme
- Gare de Sotteville
- Gare de Saint-Martin-du-Vivier
- Gare de Serqueux
- Gare d’Abancourt
- Gare de Barentin
- Gare d’Elbeuf - Saint-Aubin
- Gare de Saint-Étienne-du-Rouvray
- Gare de Morgny